# Máximo Gómez

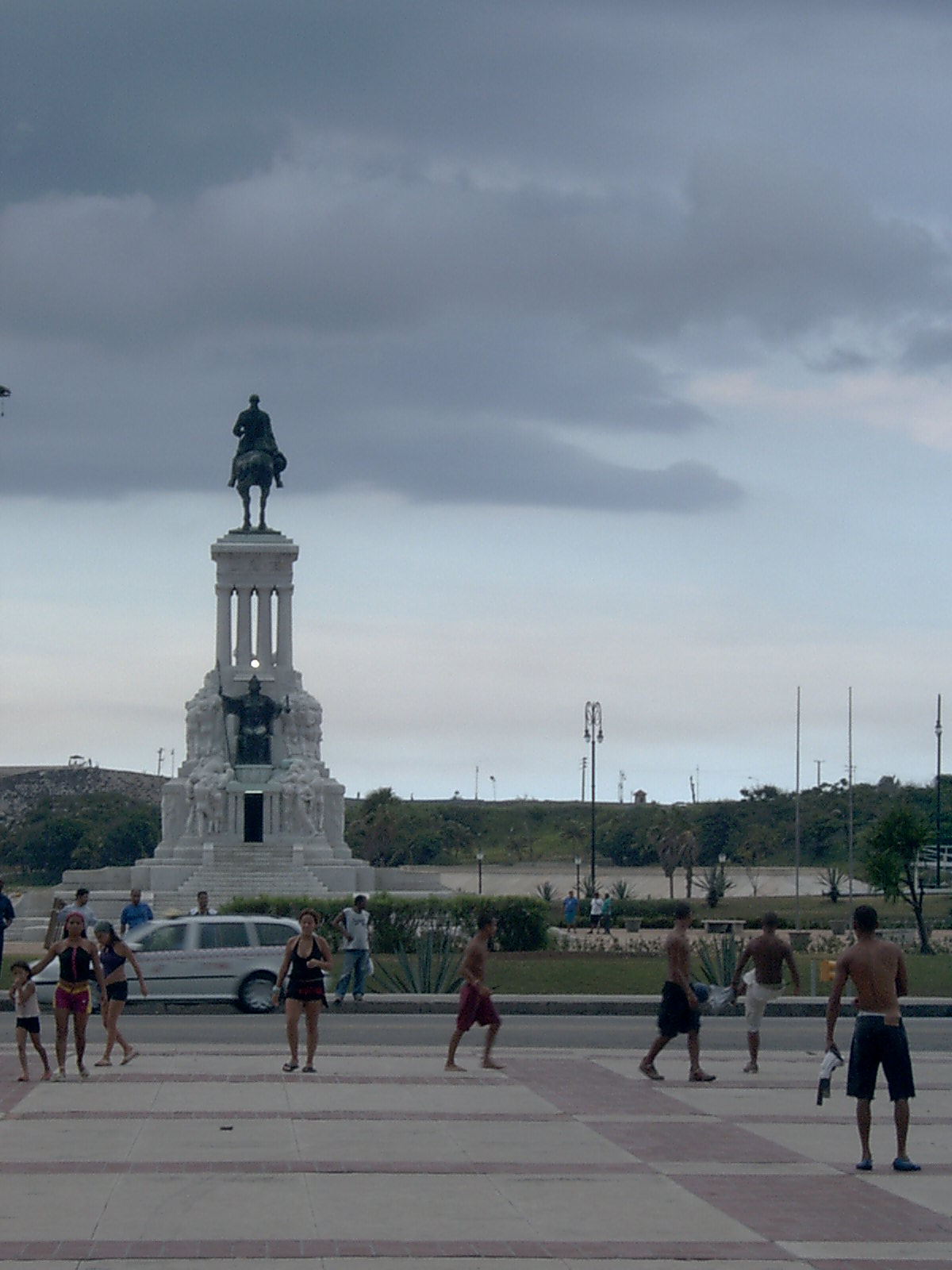
Pomnik Maximo Gomeza w Hawanie

Máximo Gómez y Báez (ur. 18 listopada 1836 w Baní, zm. 17 czerwca 1905 w Hawanie) – generał major w armii hiszpańskiej podczas wojny dziesięcioletniej w kolonii Hispaniola (1868–1878) i dowódca wojsk kubańskich w trakcie wojny o niepodległość tego kraju (1895–1898).

## Życiorys
Gomez urodził się w miasteczku Baní w prowincji Peravia w Republice Dominikany. W latach 50. XIX w., jako nastolatek, uczestniczył w walkach przeciwko armii haitańskiej Faustine'a Soulouque'a, która dokonała inwazji na Dominikanę. Przeszkolenie oficerskie w armii hiszpańskiej odbył w Akademii Wojskowej w Saragossie. Po raz pierwszy przybył na Kubę jako oficer kawalerii – pułkownik armii hiszpańskiej. Walczył w szeregach armii hiszpańskiej na Dominikanie (1861–1865), gdy Hiszpania próbowała odzyskać swoją utraconą kolonię. Gdy wojska hiszpańskie zostały pokonane i z polecenia królowej Izabeli II opuściły Dominikanę, wielu zwolenników aneksji wyspy również wyemigrowało. Maximo Gomez, wraz ze swoją rodziną, w niesławie przeniósł się na Kubę.
W roku 1868 Gomez odszedł z armii hiszpańskiej i zaangażował się w sprawę niepodległości Kuby. Przyczynił się do transformacji kubańskiej strategii wojskowej z podejścia konwencjonalnego, które kultywował Thomas Jordan. Nauczył kubańskich Mambises najbardziej przerażającej dla wroga taktyki: „szarży z maczetami”.
26 października 1868 roku w Pinos de Baire, Gomez pieszo poprowadził „szarżę z maczetami”. Urządziwszy zasadzkę na Hiszpanów, zaskoczył ich i rozbił ich oddział. Metody ataków rebeliantów wzbudziły postrach w armii królewskiej. Hiszpanie w samej bitwie pod Pinos de Baire mieli 200 ofiar śmiertelnych. Armia hiszpańska składała się przede wszystkim z piechoty, a w dodatku – większość z żołnierzy królewskich byli to poborowi, którzy nie mieli ochoty ginąć od ostrzy maczet. Ponieważ kubańscy rebelianci dysponowali skromnymi zapasami amunicji, ich technika walki polegała na rozpoczęciu bitwy od jednej salwy z broni palnej, a następnie, na przeprowadzeniu szarży na kolumny hiszpańskiej piechoty.
W roku 1871 Gomez poprowadził wyprawę na Guantanamo, w celu oczyszczenia prowincji z oddziałów wiernych Hiszpanii. Zamożni plantatorzy kawy, w większości francuskiego pochodzenia, sprzeciwiali się kubańskiej niepodległości, gdyż obawiali się, że zostaną usunięci z wyspy podobnie jak ich przodkowie zostali wygnani z Haiti, gdy kolonia ta wyzwoliła się spod francuskiego panowania.
Gomez przeprowadził krwawą, ale udaną kampanię. Wielu oficerów za bohaterską postawę otrzymało awanse wojskowe, m.in.: Antonio i José Maceo, Adolfo Flor Crombet, Policarpo Pineda „Rustán”, i wielu innych.
W maju 1873 roku po śmierci generała-majora Ignacio Agramonte y Loynáz w trakcie bitwy, Gomez objął dowództwo nad jego okręgiem wojskowym w prowincji Camagüey oraz nad osławionym Korpusem Kawalerii. Po pierwszej inspekcji korpusu Gomez doszedł do wniosku, że jest to najlepiej wyszkolona i zdyscyplinowana jednostka w armii kubańskiej.
W okresie pomiędzy dwiema wojnami o niepodległość Kuby, Gomez podejmował różne prace dorywcze na Jamajce i w Panamie (przez pewien czas był dozorcą brygady robotników, pracujących przy budowie Kanału Panamskiego). Przez cały ten czas pozostał zwolennikiem wyzwolenia Kuby i innych wysp w archipelagu Antyli. Na przykład w roku 1887, gdy Portoryko doświadczało poważnych represji politycznych ze strony ówczesnego hiszpańskiego gubernatora, Romualdo Palacio (który doprowadził do aresztowania wielu miejscowych przywódców politycznych, m.in. Romána Baldorioty'ego de Castro), Gomez zaoferował swoje wsparcie Ramónowi Emeterio Betancesowi – inicjatorowi pierwszej rewolucji niepodległościowej na wyspie, tzw. Grito de Lares. Betances w tym czasie przebywał na emigracji w Paryżu. Gomez sprzedał większość swojego majątku, by zasilić finansowo powstanie na Portoryko. Zaoferował również gotowość do poprowadzenia żołnierzy portorykańskich do boju. Jednak rok później przygotowania do powstania okazały się zbędne, gdyż rząd hiszpański zwolnił gubernatora Palacio z urzędu, by przeprowadzić śledztwo w sprawie jego domniemanych nadużyć. Mimo to, Gomez i Betances nawiązali przyjaźń i współpracę, która trwała aż do śmierci Betancesa w roku 1898.
Gomez awansował do stopnia generalissimusa armii kubańskiej – stopnia zbliżonego do dzisiejszego generalnego inspektora sił zbrojnych lub generała armii – oznaczającego najwyższe dowództwo wojskowe.
Gomez przyjął i rozwinął taktykę wojskową, po raz pierwszy wypróbowaną przez hiszpańskich partyzantów w walce z armią Napoleona Bonaparte, w zwartą i kompletną organizację strategiczną. Można mu przypisać autorstwo nowoczesnej koncepcji powstania.
W roku 1875, podczas przekraczania linii obronnej Trocha, z Júcaro na południu do Morón na północy (podczas próby zajęcia zachodniej Kuby), Gomez został postrzelony w szyję. Od tego czasu zawsze nosił na szyi chustę, by przykryć dziurę po kuli, która po wyleczeniu pozostała otwarta (zwykle zatykał ją wałkiem z bawełny).
Drugą i ostatnią ranę otrzymał w roku 1896, w czasie walk na wiejskich terenach w pobliżu Hawany, pod koniec inwazji na zachodnią Kubę.
W ciągu 15 lat powstańczej walki przeciwko wrogowi o ogromnej przewadze pod względem liczebności wojska i logistyki, Gomez był ranny tylko dwukrotnie. W tym samym czasie, jego najbardziej zaufany oficer i zastępca, generał porucznik Antonio Maceo y Grajales został postrzelony 27 razy, przy czym 26 rana była śmiertelna. Syn Gomeza i adiutant Maceo, Francisco Gómez y Toro – zwany Panchito – zginął podczas próby usunięcia zwłok Maceo z pola bitwy, w dniu 7 grudnia 1896 roku.
Wkrótce Gomez wprowadził nową dywersyjną taktykę wojenną, która okazała się bardzo skuteczna w paraliżowaniu hiszpańskiej gospodarki na Kubie, a mianowicie: podpalanie upraw trzciny cukrowej oraz majątków rolniczych. Osobiście brzydził się praktyką puszczania z dymem produktów 200 lat pracy Kubańczyków w ciągu kilku godzin. Uważał jednak, iż biorąc pod uwagę nieszczęścia, których wciąż doświadczali Kubańczycy ze strony rządu hiszpańskiego, była to niewielka cena, za którą można było się wyzwolić z niewolniczego systemu gospodarczego. Hasło dywersantów Gomeza brzmiało: ¡Bendita sea la tea! (Niech żyją pochodnie!).
5 marca 1898 roku hiszpański brygadier i zarządca kolonialny, Ramón Blanco y Erenas, zaproponował Gomezowi i podległym mu żołnierzom kubańskim, przyłączenie się do wojsk hiszpańskich w walce przeciwko Stanom Zjednoczonym. Blanco odwoływał się do wspólnych korzeni Kubańczyków i Hiszpanów; w zamian za wsparcie militarne obiecał nadanie wyspie autonomii. Jego deklaracja brzmiała następująco:
My, Hiszpanie i Kubańczycy, powinniśmy wspólnie stanąć do walki z cudzoziemcami należącymi do obcej rasy, charakteryzującymi się niezwykłą zachłannością... Nastał najwyższy czas, abyśmy zapomnieli o dawnych podziałach i zjednoczyli się przez wzgląd na obronę naszej ziemi, i odparli najeźdźcę. Hiszpania nie zapomni o szlachetnej pomocy swoich kubańskich synów, i gdy wróg zostanie wygnany z wyspy, jako kochająca matka, przyjmie w ramiona nową córkę wśród narodów Nowego Świata. Córkę, która mówi tym samym językiem, wyznaje tę samą wiarę, i w której żyłach płynie ta sama, szlachetna, hiszpańska krew.
Gomez odrzucił propozycję Blanco.
W 1898 roku po zakończeniu wojny o niepodległość Kuby, Gomez osiadł w swojej willi na obrzeżach Hawany. Odmówił przyjęcia nominacji na prezydenta, którą zaproponowano mu w roku 1901. Chociaż praktycznie nie posiadał konkurencji do tego stanowiska, nie interesował się polityką. Poza tym, mimo 40 lat pobytu na Kubie, uważał, że jako rodowity Dominikańczyk nie powinien zostawać przywódcą Kuby.